# Gaintza
Gaintza är en kommun i Spanien. Den ligger i Gipuzkoaprovinsen i den autonoma regionen Baskien i norra delen av landet, 300 km norr om huvudstaden Madrid. Antalet invånare är 124 (2024). Arean är 5,96 kvadratkilometer. Gaintza gränsar till Baliarrain, Abaltzisketa och Altzaga. 